# They Came to Conquer... Uranus
They Came to Conquer... Uranus è il primo EP dei blink-182 ed è stato pubblicato nel 1995 in vinile nero, bianco, verde chiaro, giallo e blu.
In questo EP, è presente la canzone Waggy che poi fu registrata nuovamente per Dude Ranch.
Originariamente ne furono fatte solo 300 copie che furono numerate a mano.

## Registrazione
L'EP fu registrato nel 1995, dopo il Good Times Tour in Australia. Per questo EP furono registrate sei canzoni: Zulu, Wrecked Him, Lemmings, Strung Out (poi rinominata Enthused in Dude Ranch), Waggy and Good Times (Cover Theme Song); solo tre di queste, però, finirono sull'EP.

## Tracce
1. Wrecked Him – 2:48
2. Waggy – 2:54
3. Zulu – 2:04

Durata totale: 7:46

## Formazione
- Tom DeLonge – chitarra e voce
- Mark Hoppus – basso e voce
- Scott Raynor – batteria